# 가메자키정
가메자키정(亀崎町)은 아이치현 지타군에 설치되었던 정이다. 현재의 한다시에 해당한다.